# Barbula porteri
Barbula porteri là một loài rêu trong họ Pottiaceae. Loài này được (James) Kindb. mô tả khoa học đầu tiên năm 1897.